# Calci carbonat
Calci carbonat là một hợp chất hóa học với công thức hóa học là CaCO3. Đây là một chất thường được sử dụng trong y tế như một chất bổ sung calci cho người bị loãng xương, cung cấp calci cho cơ thể hay một chất khử chua. Calci carbonat là một thành phần cấu thành hoạt hóa trong vôi nông nghiệp. Chất này thường được tìm thấy dưới dạng đá ở khắp nơi trên thế giới, là thành phần chính trong mai/vỏ của các loài sò, ốc hoặc vỏ của ốc. Nó là nguyên nhân chính gây ra hiện tượng nước cứng.

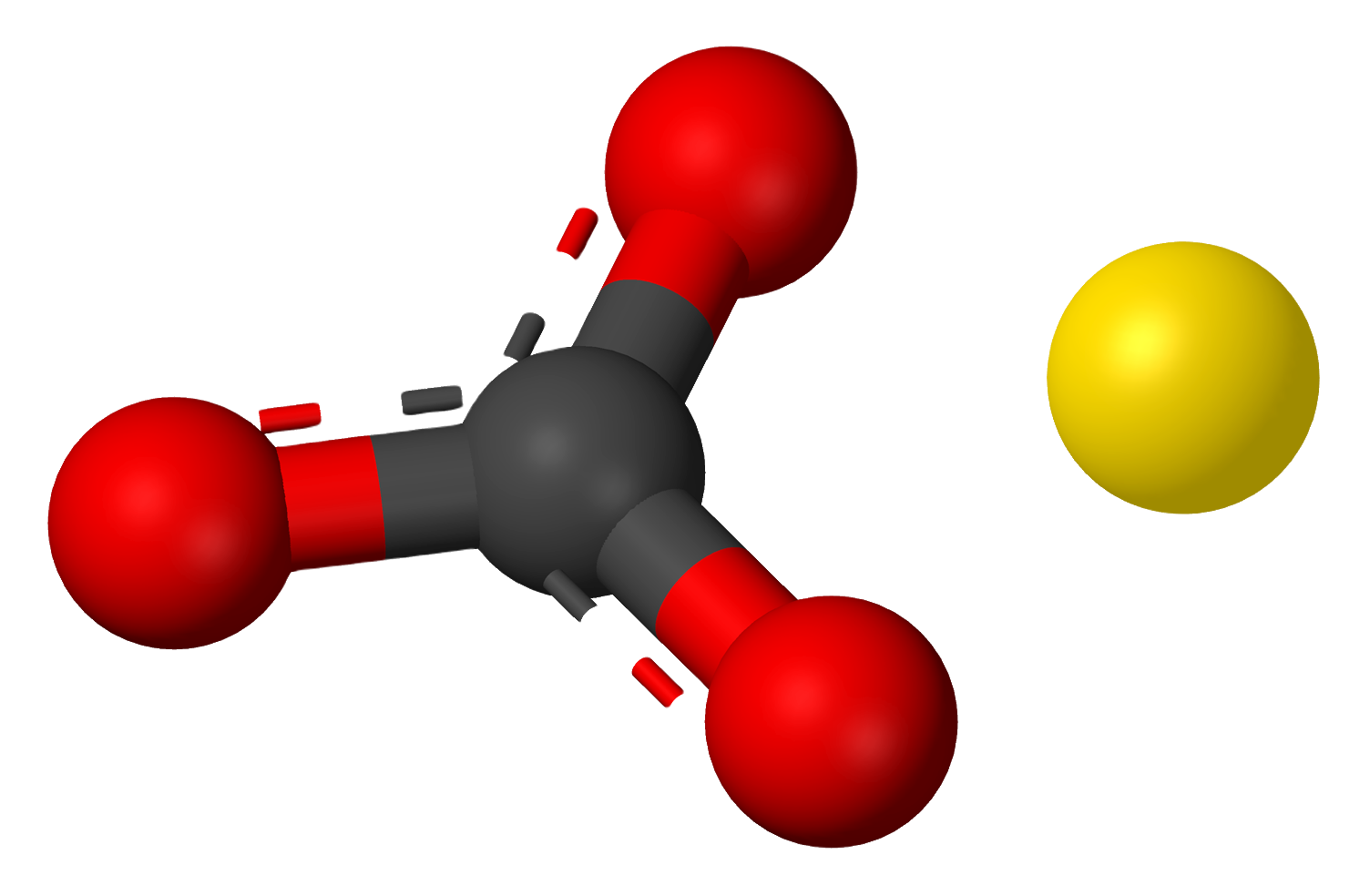
Phân tử calci carbonat

## Hiện diện tự nhiên
Calci carbonat được tìm thấy trong tự nhiên trong các khoáng chất và đá sau:
- Aragonit
- Calcit
- Đá phấn
- Đá vôi
- Cẩm thạch hay đá hoa
- Travertin

Vỏ trứng có tới 95% là calci carbonat.
Để thử chất khoáng hay đá có chứa calci carbonat hay không, các acid mạnh như acid hydrochloric, có thể dùng để thử. Nếu mẫu thử có chứa calci carbonat, nó sẽ sủi bọt và tạo ra khí carbon dioxide (CO2) và nước (H2O). các acid yếu như acid acetic cũng phản ứng nhưng với mức độ kém mạnh mẽ hơn. Tất cả các loại đá nêu trên đều phản ứng với acid.

## Điều chế
Đa số calci carbonat được sử dụng trong công nghiệp là được khai thác từ đá mỏ hoặc đá núi. Calci carbonat tinh khiết (ví dụ loại dùng làm thuốc hoặc dược phẩm), được điều chế từ nguồn đá mỏ (thường là cẩm thạch) hoặc nó có thể được tạo ra bằng cách cho khí carbon dioxide chạy qua dung dịch calci hydroxide theo phản ứng như sau:
Ca(OH)2 + CO2 → CaCO3↓   + H2O

## Tính chất hóa học
Xem thêm: Carbonat
Calci carbonat có chung tính chất đặc trưng của các chất carbonat. Đặc biệt là:
1. Tác dụng với acid mạnh, giải phóng carbon dioxide:
CaCO3 + 2HCl → CaCl2 + CO2↑ + H2O
2. Khi bị nung nóng, giải phóng carbon dioxide (trên 825 °C trong trường hợp của CaCO3), để tạo calci oxide, thường được gọi là vôi sống:
CaCO3 → CaO + CO2↑

Calci carbonat sẽ phản ứng với nước có hòa tan carbon dioxide để tạo thành calci bicarbonat tan trong nước.
CaCO3 + CO2 + H2O → Ca(HCO3)2
Phản ứng này quan trọng trong sự ăn mòn núi đá vôi và tạo ra các hang động, gây ra nước cứng.

## Sử dụng
Chất này được sử dụng chủ yếu trong công nghiệp xây dựng như đá xây dựng, cẩm thạch hoặc là thành phần cấu thành của xi măng hoặc từ nó sản xuất ra vôi. Trong đá vôi thường có cả magnesi carbonat.
Calci carbonat được sử dụng rộng rãi trong vai trò của chất kéo duỗi trong các loại sơn, cụ thể là trong sơn nhũ tương xỉn trong đó thông thường khoảng 30% khối lượng sơn là đá phấn hay đá hoa.
Calci carbonat cũng được sử dụng rộng rãi làm chất độn trong chất dẻo. Một vài ví dụ điển hình bao gồm khoảng 15 - 20% đá phấn trong ống dẫn nước bằng PVC không hóa dẻo (uPVC), 5 đến 15% đá phấn hay đá hoa tráng stearat trong khung cửa sổ bằng uPVC. Calci carbonat mịn là thành phần chủ chốt trong lớp màng vi xốp sử dụng trong tã giấy cho trẻ em và một số màng xây dựng do các lỗ hổng kết nhân xung quanh các hạt calci carbonat trong quá trình sản xuất màng bằng cách kéo giãn lưỡng trục.
Calci carbonat cũng được sử dụng rộng rãi trong một loạt các công việc và các chất kết dính tự chế, chất bịt kín và các chất độn trang trí. Các keo dán ngói bằng gốm thường chứa khoảng 70-80% đá vôi. Các chất độn chống nứt trang trí chứa hàm lượng tương tự của đá hoa hay dolomit. Nó cũng được trộn lẫn với mát tít để lắp các cửa sổ kính biến màu, cũng như chất cản màu để ngăn không cho thủy tinh bị dính vào các ngăn trong lò khi nung các đồ tráng men hay vẽ bằng thuốc màu ở nhiệt độ cao.
Calci carbonat cũng được sử dụng rộng rãi trong y tế với vai trò là thuốc bổ sung khẩu phần calci giá rẻ, chất khử chua và/hoặc chất gắn phosphat. Nó cũng được sử dụng trong công nghiệp dược phẩm làm chất nền cho thuốc viên làm từ loại dược phẩm khác.
Calci carbonat được biết đến là "chất làm trắng" trong việc tráng men đồ gốm sứ nơi nó được sử dụng làm thành phần chung cho nhiều loại men dưới dạng bột trắng. Khi lớp men có chứa chất này được nung trong lò, chất vôi trắng là vật liệu trợ chảy trong men.
Nó cũng thường được gọi là đá phấn vì nó là thành phần chính của phấn viết bảng. Phấn viết ngày nay có thể hoặc làm từ calci carbonat hoặc là thạch cao, calci sulfat ngậm nước CaSO4·2H2O.
Ở Bắc Mỹ, calci carbonat đã bắt đầu thay thế cao lanh trong việc sản xuất giấy bóng. châu Âu đã thực hiện việc sản xuất giấy kiềm hay sản xuất giấy không acid trong nhiều thập kỷ. Carbonat có sẵn dưới các dạng: calci carbonat ngầm hay calci carbonat kết tủa. Loại kết tủa này rất mịn và có kích cỡ hạt khống chế được, có kích thước ở mức đường kính khoảng 2 micron, hữu dụng trong việc làm lớp tráng ngoài của giấy.
Là một phụ gia thực phẩm, nó được sử dụng trong một số sản phẩm như  đậu phụ , là nguồn bổ sung khẩu phần calci hoặc trong sản xuất bánh kẹo (làm bánh kẹo trở nên cứng hơn). Hay dùng thạch cao để muối chua khổ qua.
Năm 1989, một nhà nghiên cứu đã cho CaCO3 vào suối Whetstone ở Massachusetts . Ông ta hy vọng rằng calci carbonat sẽ phản ứng với acid trong dòng suối này do mưa gây ra nhằmg cứu loài cá hồi trước đó đã ngưng đẻ trứng. Dù cho thí nghiệm của ông thành công, nhưng nó cũng là tăng lượng ion nhôm trong khu vực của con suối không được xử lý bằng đá vôi. Điều này cho thấy rằng CaCO3 có thể thêm vào để trung hòa tác dụng của mưa acid ở trong các hệ sinh thái sông. Ngày nay, calci carbonat được sử dụng để trung hòa tình trạng chua ở trong đất và nước (như ở ruộng phèn). 

## Cân bằng nung vôi
Quá trình nung vôi của đá vôi sử dụng nhiệt của lò than để sản xuất vôi sống đã được thực hiện từ thời cổ đại trong nhiều nền văn hóa trên khắp thế giới. Câu trả lời cho câu hỏi "Lửa cần có nhiệt độ là bao nhiêu?" thông thường đưa ra con số 825 °C, nhưng thông báo về ngưỡng tuyệt đối là sai lầm. Calci carbonat tồn tại trong cân bằng với calci oxide và carbon dioxide ở bất kỳ nhiệt độ nào. Ở mỗi mức nhiệt độ đều có một áp suất thành phần của carbon dioxide sao cho nó là cân bằng với calci carbonat. Ở nhiệt độ phòng thì cân bằng nghiêng hẳn về phía calci carbonat, do áp suất cân bằng của CO2 chỉ là phần rất nhỏ trong áp suất thành phần của CO2 trong không khí, nó là khoảng 0,035 kPa. Ở nhiệt độ trên 550 °C thì áp suất cân bằng của CO2 bắt đầu vượt qua áp suất của CO2 trong không khí. Vì thế trên 550 °C thì calci carbonat bắt đầu giải phóng CO2 vào không khí. Nhưng trong các lò nung bằng than thì nồng độ của CO2 sẽ cao hơn rất nhiều so với nồng độ của nó trong không khí. Nếu tất cả oxy trong lò nung được tiêu thụ cho sự cháy thì áp suất thành phần của CO2 trong lò có thể cao tới 20 kPa. Bảng bên cạnh chỉ ra rằng áp suất cân bằng này không thể đạt được cho đến khi nhiệt độ là gần 800 °C. Để việc giải phóng CO2 từ calci carbonat có thể diễn ra ở tốc độ có lợi về mặt kinh tế thì áp suất cân bằng phải cao hơn đáng kể so với áp suất xung quanh của CO2. Và để cho nó diễn ra nhanh chóng thì áp suất cân bằng phải vượt qua áp suất tổng cộng của không khí (101 kPa), điều này chỉ xảy ra ở 898 °C. 

## Hòa tan trong nước
Calci carbonat hòa tan rất kém trong nước. Cân bằng của dung dịch của nó được đưa ra theo phương trình sau (với calci carbonat hòa tan ở vế phải):
| CaCO3 ⇋ Ca2+ + CO32– | Ksp = 3,7×10−9 tới 8,7×10−9 ở 25 °C |
trong đó cân bằng hòa tan đối với [Ca2+][CO32–] được đưa ra trong khoảng Ksp = 3,7×10−9 tới Ksp = 8,7×10−9 ở 25 °C, tùy theo nguồn dữ liệu,. Nó có nghĩa là sản phẩm nồng độ mol của các ion calci (số mol Ca2+ hòa tan trên một lít dung dịch) với nồng độ mol của CO32– hòa tan không thể vượt quá giá trị Ksp. Nó dường như là một phương trình hòa tan đơn giản, tuy nhiên, cần phải tính toán tới cân bằng phức tạp hơn nhiều của carbon dioxide với nước. Một số ion CO32– kết hợp với các ion H+ trong dung dịch theo phương trình:
| HCO3– ⇋ H+ + CO32– | Ka2 = 5,61×10−11 ở 25 °C |
HCO3– còn gọi là ion bicarbonat. Calci bicarbonat hòa tan trong nước cao gấp nhiều lần so với calci carbonat—nhưng nó chỉ tồn tại trong dung dịch.
Một số ion HCO3– kết hợp với H+ trong dung dịch theo phương trình:
| H2CO3 ⇋ H+ + HCO3– | Ka1 = 2,5×10−4 ở 25 °C |
Một số H2CO3 phân rã thành nước và carbon dioxide hòa tan theo phương trình:
| H2O + CO2(hòa tan) ⇋ H2CO3 | Kh = 1,70×10−3 ở 25 °C |
Và carbon dioxide hòa tan nằm trong cân bằng với carbon dioxide trong không khí theo phương trình:
| {\displaystyle {\frac {P_{\mathrm {CO} _{2}}}{[\mathrm {CO} _{2}]}}\ =\ k'_{c}} | trong đó k'c = 29,76 atm/(mol/L) ở 25 °C (Hằng số Henry), {\displaystyle \scriptstyle P_{\mathrm {CO} _{2}}} là áp suất thành phần của CO2. |
Đối với không khí xung quanh, {\displaystyle \scriptstyle P_{\mathrm {CO} _{2}}} là khoảng 3,5×10−4 atm (hay khoảng 35 Pa). Phương trình cuối trên đây coi nồng độ của CO2 hòa tan như hàm số của {\displaystyle \scriptstyle P_{\mathrm {CO} _{2}}}, phụ thuộc vào nồng độ của CaCO3 hòa tan. Ở áp suất thành phần trong không khí của CO2 thì nồng độ của CO2 hòa tan là 1,2×10–5 mol/L. Phương trình trước đó coi nồng độ của H2CO3 như hàm số của [CO2]. Đối với [CO2]=1,2×10–5, nó cho kết quả là [H2CO3]=2,0×10−8 mol/L. Khi [H2CO3] đã biết thì ba phương trình còn lại cùng với
| H2O ⇋ H+ + OH– | K = 10−14 ở 25 °C |
(điều này là đúng cho mọi dung dịch trong nước), và một thực tế là dung dịch phải trung hòa về điện,
2[Ca2+] + [H+] = [HCO3–] + 2[CO32–] + [OH–]
làm cho nó là có thể giải được đồng thời cho 5 nồng độ chưa biết còn lại. Bảng bên phải chỉ ra kết quả cho [Ca2+] và [H+] (trong dạng pH) như là hàm số của áp suất thành phần xung quanh của CO2 (Ksp = 4,47×10−9 được lấy để tính toán). Ở các mức trong không khí của CO2 xung quanh thì bảng chỉ ra rằng dung dịch hơi có tính kiềm. Xu hướng mà bảng này chỉ ra là:
1) Khi áp suất thành phần xung quanh của CO2 giảm xuống dưới mức của không khí thì dung dịch trở nên kiềm hơn. Ở {\displaystyle \scriptstyle P_{\mathrm {CO} _{2}}} cực thấp, CO2 hòa tan, ion bicarbonat và ion carbonat chủ yếu thoát ra từ dung dịch, để lại dung dịch có tính kiềm cao hơn của calci hydroxide với độ hòa tan cao hơn của CaCO3.
2) Khi áp suất thành phần xung quanh của CO2 tăng tới các mức cao hơn mức trong không khí thì pH giảm xuống và phần nhiều ion carbonat bị chuyển hóa thành ion bicarbonat, kết quả là độ hòa tan cao hơn của Ca2+.
Hiệu ứng của xu hướng sau được nhận thấy hàng ngày đối với những người sử dụng nước cứng. Nước trong các tầng ngậm nước ngầm dưới mặt đất có thể tiếp xúc với các mức CO2 cao hơn của không khí. Do nguồn nước này thấm qua các lớp đá chứa calci carbonat nên CaCO3 bị hòa tan theo xu hướng thứ hai. Cũng nguồn nước này sau đó chảy ra ngoài để tiếp xúc với không khí thì nó phải cân bằng với các mức CO2 trong không khí bằng cách giải phóng lượng CO2 dư thừa. Calci carbonat trở thành ít hòa tan hơn và kết quả là nó lắng đọng xuống như các lớp vảy đá vôi. Quá trình tương tự là nguyên nhân hình thành nên các vú đá và nhũ đá trong các hang động đá vôi.

## Xem thêm

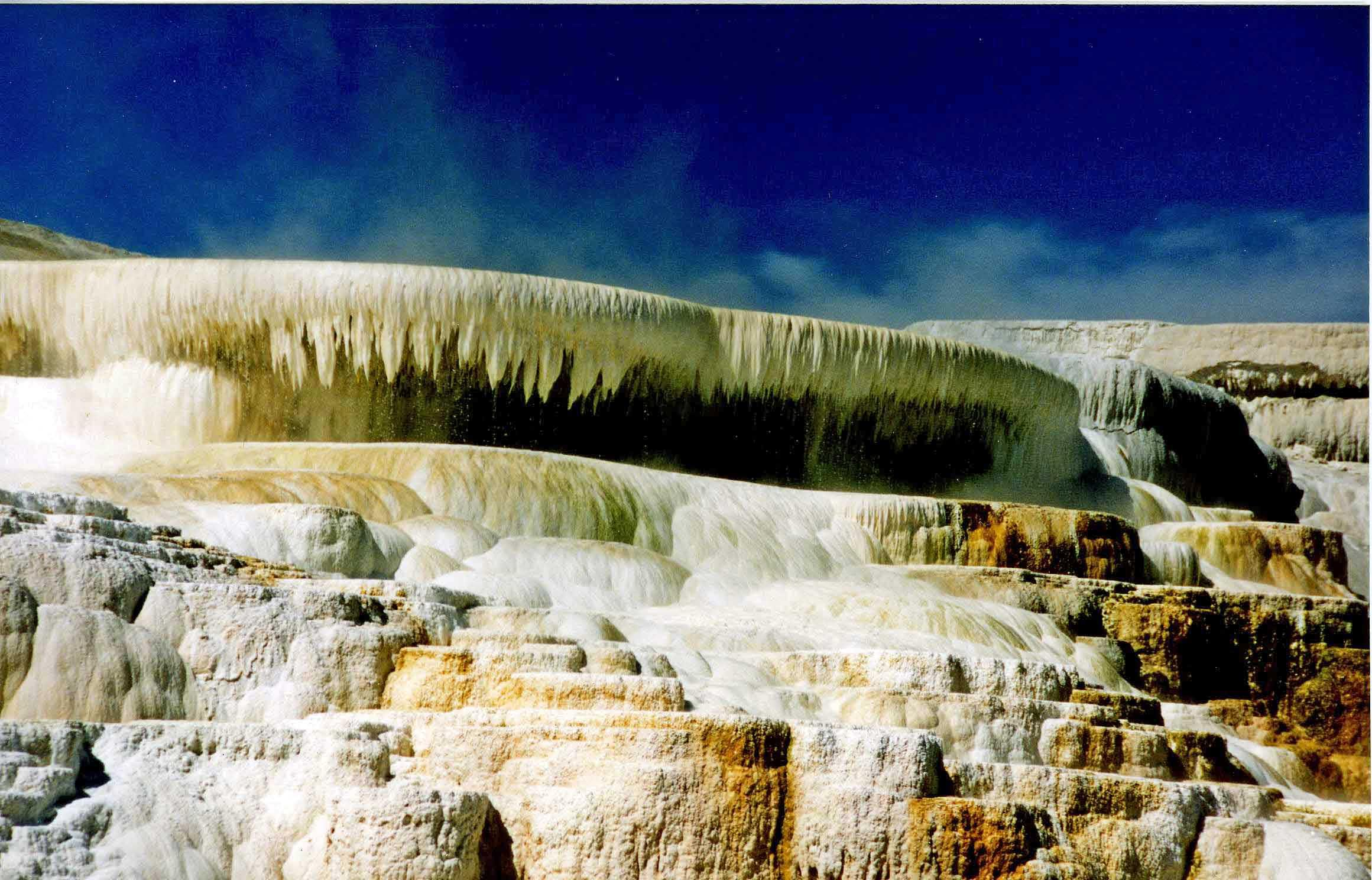
Trầm tích calci carbonat dạng travertin từ suối nước nóng